# Valdelateja
Valdelateja  es un pueblo en la provincia de Burgos (España). Situada en la comarca de Páramos, en la actualidad depende del Ayuntamiento de Valle de Sedano. Confluye también el Valle del Rudrón.

## Geografía
Valdelateja está situada en el Valle del Rudrón. En este pueblo desemboca el Rudrón en el Ebro.
Se asienta sobre terrenos del Cretácico Superior aunque con diferencias acusadas desde donde se ubica el pueblo, al lado del Rudrón, hasta las zonas más elevadas como por ejemplo Siero, donde se percibe la persistencia de una estructura que ha sido erosionada a su alrededor, circunstancia que se aprovechó para generar este núcleo de población.

## Biota

### Flora
Se halla en el área holártica; en una zona de transición entre el dominio bioclimático y región biogeográfica eurosiberiana y mediterránea por lo que hay especies pertenecientes a ambas. Tal situación coloca a esta zona en el límite peninsular entre las tierras húmedas con bajo índice de aridez y las del sur con más aridez y por tanto con más peligro de erosión pronunciada.
Su terreno es un área de diversidad litológica, propiciando hábitats y biotopos variados. La vegetación es muy variada aunque se puede agrupar en tres tipos: bosque de ribera, las laderas, y el páramo.

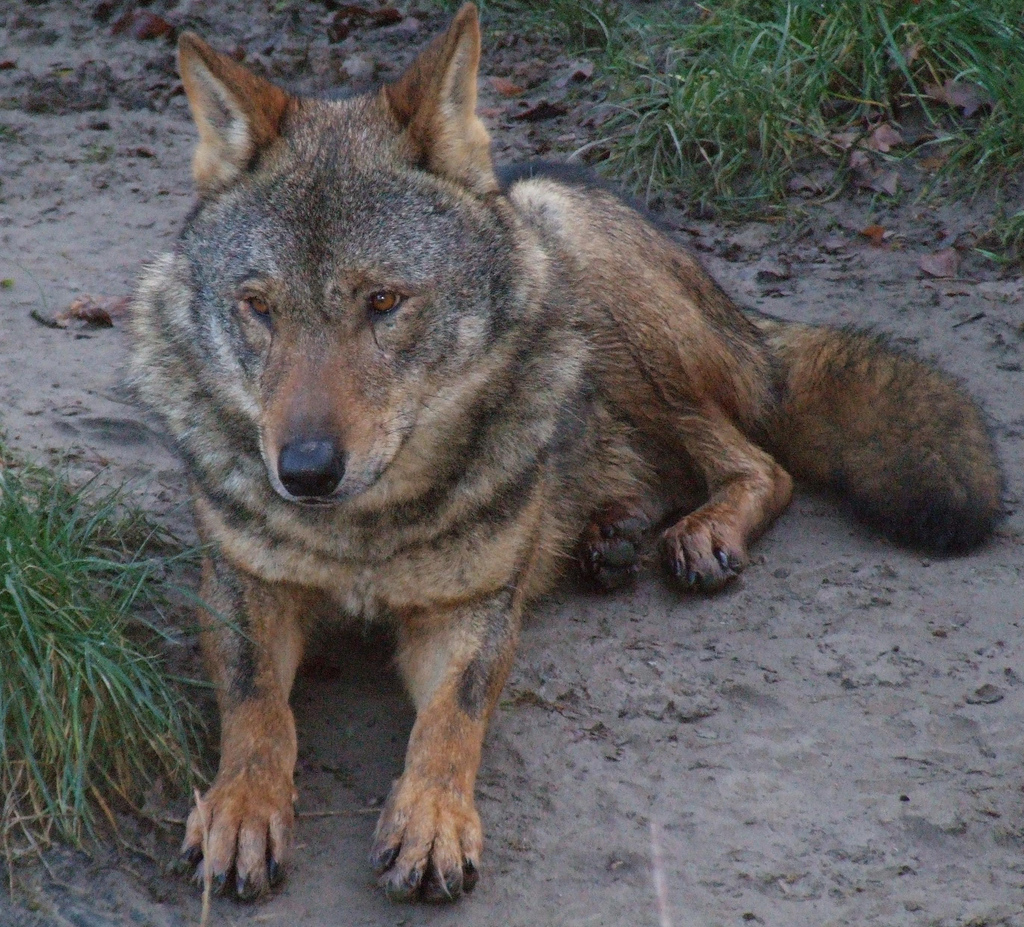
Lobo. En el Valle del Rudrón aparece como nómada.

En el bosque de ribera se dan chopos, tilos, alisos, sauces, fresnos y numerosos arbustos y matas como aligustre, zarzamoras y otras.
En las laderas y terrazas se debe subdividir las que están a la solana de las que están a la umbría pues recibirán una insolación y una pluviosidad diferente.
En las umbrías predomina el haya y roble.
En las solanas se generan biotopos propicios para el enebro común, la sabina negra, encinas y tejos. También aparecen plantas arbustivas como el guillomo, cornicabra y genista.
También se observa quejigo, avellano, espino albar, acebo, arce y saúcos. Entre los arbustos destaca el brezo, aladierno, endrino, agracejo, madreselva, aulaga y gayuba. También hay diversidad de plantas olorosas como el tomillo, orégano, hinojo y espliego.
Ya en el páramo predomina la carrasca junto a otras variedades arbóreas producto de la degradación forestal como consecuencia de las cortas llevadas a cabo hasta mediados de siglo XX para obtener carbón vegetal. Tal actividad se ha venido desarrollando durante siglos, por lo que siempre se efectuaba a través de un ciclo tanto vegetativo como antrópico que permitía el desarrollo del bosque y de esta actividad.
En general esta vegetación ha sido afectada por los diferentes aprovechamientos humanos tanto forestal como ganadero. Recordar que las cortas de leña era el combustible imprescindible para pasar los inviernos en todas las casas.

### Fauna

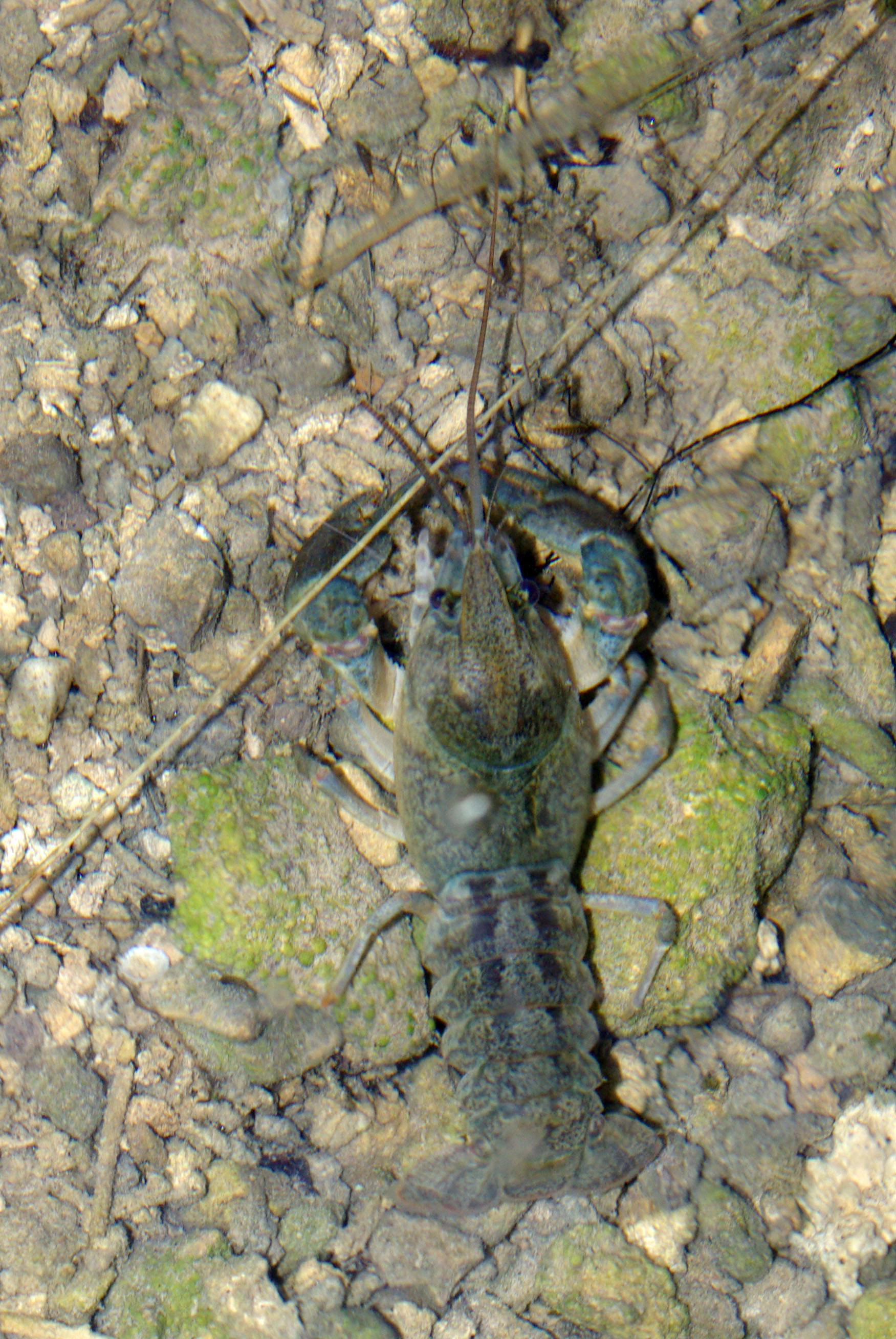
.

Se da una diversidad acorde con la flora existente. Si la flora es muy variada lo mismo sucede con la fauna.

#### Cangrejo de río
En el río hay truchas y barbos y antes había cangrejos. El Rudrón por este tramo era un río muy cangrejero pero la avaricia de los capitalinos que no eran de estos pueblos y de los teóricos protectores de la naturaleza que vendían/venden las licencias y también teóricamente se encargaban de cuidar este río lo han extinguido. La pesca abusiva de unos porque vendían los cangrejos a un alto precio en la capital y de otros por el dinero de las licencias y multas, propiciaron la pesca abusiva y con ello la introducción de gérmenes patógenos que han descastado este cangrejo. Este asunto no se publicita ni en páginas web ni por los teóricos defensores de la naturaleza de la capital pues ellos han sido los causantes de la desaparición del cangrejo de río (Austropotamobius pallipes) en el Rudrón.
Al desparecer el cangrejo, la trucha también se ha visto afectada. Los ejemplares más grandes también comían cangrejos y al desaparecer estos, las truchas en la actualidad son de piscifactoría que en las temporadas de pesca sueltan en el río los administradores del río para que los pescadores pesquen.

#### Otras especies
En el río barbos, desmán de los Pirineos, ratas de agua, mirlo acuático y martín pescador.
En las laderas y campos hay paloma torcaz, picarrolincho (pito real), tordas (mirlo), zorzal, arrendrajo, petirrojo, picazas (urraca), ruiseñor y otros insectívoros. En los roquedos se pueden ver los buitres, cuervos, grajillas y chovas.
Como mamíferos hay corzos, jabalíes, así como zorros, garduños, jinetas, gatos monteses y comadrejas.

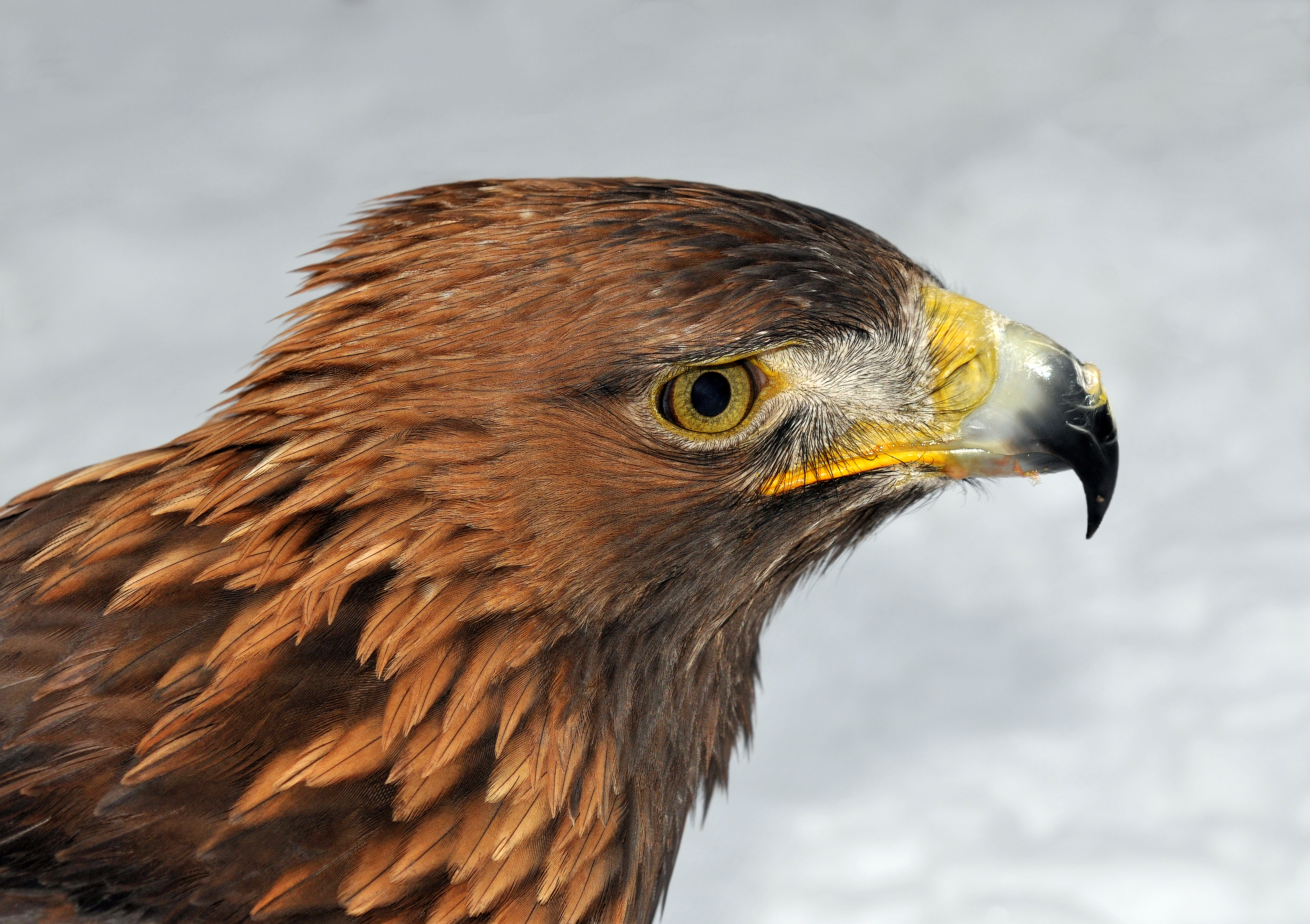
Águila real. En el Valle del Rudrón era bastante abundante.

Entre los reptiles, son frecuentes la víbora común y el lagarto y entre los insectos destacan las hormigas, escarabajos y otros.

## Situación
En Valdelateja desemboca el río Rudrón en el Ebro.
Pasa la   N-623 .

## Demografía
| Gráfica de evolución demográfica de Valdelateja entre 1842 y 1970 |
| |
| Población de derecho según los censos de población del INE. Población de hecho según los censos de población del INE.Entre el censo de 1857 y el anterior, crece el término del municipio porque incorpora a Cortiguera y Quintanilla Escalada. Entre el censo de 1981 y el anterior, este municipio desaparece porque se agrupa en el municipio Valle de Sedano. |

Según el INE de 2017 Valdelateja tenía una población de 10 habitantes.
| Gráfica de evolución demográfica de Valdelateja entre 2001 y 2011 |
|                                                                   |
| Población según el padrón municipal de (2001-2011) del INE.       |

| 1842 | 1857 | 1860 | 1877 | 1887 | 1897 | 1900 | 1910 | 1920 | 1930 | 1940 | 1950 | 1960 | 1970 | 2001 | 2011 |
| ---- | ---- | ---- | ---- | ---- | ---- | ---- | ---- | ---- | ---- | ---- | ---- | ---- | ---- | ---- | ---- |
| 54   | 408  | 429  | 378  | 401  | 453  | 463  | 382  | 241  | 209  | 200  | 152  | 106  | 24   | 22   | 18   |

## Balneario
Desde 1884, sus aguas medicinales gozan de fama curativa.

## Situación administrativa
Entidad Local Menor
En 1843 contaba con 17 hogares y 54 habitantes.
Entre el censo de 1857 y el anterior, crece el término del municipio porque incorpora a Cortiguera y Quintanilla Escalada .
Entre el censo de 1981 y el anterior, este municipio desaparece porque se agrupa en el municipio Valle de Sedano. Contaba con una extensión superficial de 2495 hectáreas y las tres localidades reunían solo 8 hogares y 25 vecinos.

## Historia

### Siero
Donde se encuentran los restos de una ermita altomedieval bajo la advocación de las santas Centola y Elena. Quedan en pie dos vanos en forma de arcos de herradura y unas piedras labradas con decoración vegetal. en una de ellas se puede leer la inscripción «+FREDENANDVS / ET GVTINA+ / ERA DCCCXX…», que se referiría al año 782.
Este parece ser el origen más antiguo del pueblo, situado en lo alto de una ladera, bien resguardado de las inclemencias del tiempo y con una protección favorable en el siglo VIII en la Alta Edad Media. Fue cabeza de ese alfoz, un pequeño distrito territorial desde Tubilla del Agua donde limitaba con el de Moradillo, hasta Turzo. Aparece documentado por primera vez en el siglo X pero su origen es bastante anterior. Tenía una función guerrera, y debía poseer un castillo.
Posteriormente en 1914 se ha abandonado este emplazamiento como lugar de población aunque merece la pena visitarse por sus panorámicas sobre el Valle del Rudrón, La Lora, el río Ebro. Aquí sigue estando el camposanto.
Durante el periodo comprendido entre 1785 y 1833, en el Censo de Floridablanca de 1787 , jurisdicción de señorío siendo su titular el Marqués de Aguilar de Campoo, regidor pedáneo.

### Edad Contemporánea
Así describe Valdelateja Pascual Madoz a mediados del siglo XIX:

Situado en las márgenes del río Uzrrón; reinan con frecuencia los vientos del Norte y Oeste; su clima es templado y sano. Tiene 26 casas y una iglesia parroquial (Sta. Eulalia) servida por un cura párroco; la población se halla dividida en 3 barrios y desde el uno se eleva en forma circular; pero disminuyendo su diámetro, una especie de torre antigua en cuyo punto está un devoto santuario dedicado a Sta. Elena. El término confina con los de Quintanilla de Escalada, San Martín y San Felices. El Terreno es de mediana calidad, participa de monte y llano; le baña el mencionado río y el Ebro en que aquel desagua. Los caminos son locales. Producción: cereales, legumbres y lino; cría ganado lanar y cabrio, y caza menor. Industria: telares de lana, lino y estopa. Población: 47 vecinos, 54 almas. Capacidad productiva: 215.700 reales. Impuestos: 49.536.  Contribución: 713.

#### Segunda República
Durante la guerra civil (1936-1939), el bando sublevado reprimió a intelectuales de todo tipo, particularmente a los maestros pues ellos estaban directamente en contacto con las clases más bajas de la sociedad y en consecuencia fueron los objetivos preferentes de sus asesinatos también en este pueblo.
| Lugar     | Fecha      | Apellidos y nombre     | Edad | Natural  | Vecino      | Profesión        | Estado civil |                   |
| --------- | ---------- | ---------------------- | ---- | -------- | ----------- | ---------------- | ------------ | ----------------- |
| Santander | 28-09-1937 | Ortega Santos, Antonio | 32   | Cardaños | Valdelateja | Maestro nacional | C            | Bandera de España |

## Pueblo sin cementerio
Sus muertos son enterrados en Siero, pueblo abandonado en 1914.